# أدريان فورد
أدريان فورد (بالإنجليزية: Adrian Ford)‏ هو لاعب كرة قدم أمريكية أمريكي، ولد في 1904 في يونغزتاون في الولايات المتحدة، وتوفي في 7 يوليو 1977.